# リモコン

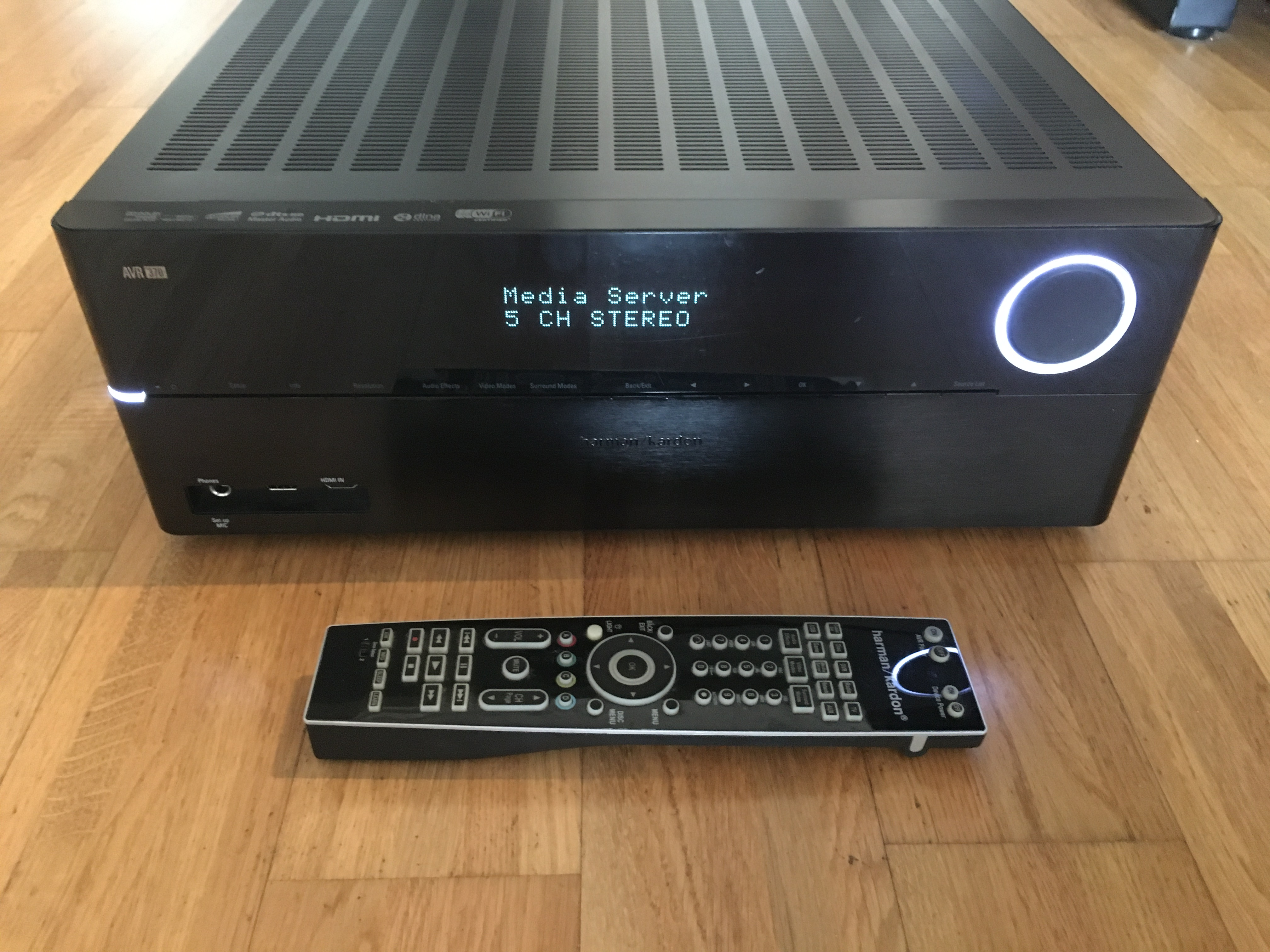
リモコンを実現する装置のひと揃い。（上）リモコンの指令を受信し、その指令に応じた動作をする装置。（下）リモコンの指令を送信する小型装置。

リモコンは、リモートコントロール（英: remote control）の略である。具体的な意味として次のとおり。
1. 遠隔操作（えんかくそうさ）のこと。機器を離れた場所から操作する技術のこと（遠隔制御とも）。
2. 上記の遠隔操作を行うための小型装置のこと。たいていは家電製品の遠隔操作をするためのそれを指している。家電メーカーもこの装置のことをリモコンと称して販売している。当項目で記述。

なお、無線で模型類を遠隔操作することに関しては「ラジコン」の項目を参照。

## 概要

### 名称
リモートコントロール（遠隔操作）の省略形だが、日本語の俗語で「リモコン」と略された場合、もっぱら指令を送る小型装置のことを指す。
ソニーでは指令を送る小型装置は「リモートコマンダー」（remote commander）という。

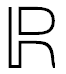
ソニー製のリモートコマンダーを表す表示

「リモコン」という略語は和製英語であり、英語としては通じない。英語ではremote controlといい、「遠隔操作」と「遠隔操作機器」の両方の意味で用いられる。“remote controller”も「遠隔操作機器」の意味で用いられるが、“remote control”のほうがはるかによく使われる。アメリカでは1970年代などゼニスエレクトロニクスの装置が売れていたころは「（スペース）コマンダー」と呼んでいた。

### 原理など
リモートコントロールが成立するには次の装置が必要である。
- 指令を受け取り、指令に応じた動作をする装置
- 指令を送る装置

方式としては基本的には次のようなものがある。
- 赤外線（IR）方式 - 主流。指向性があり隣室や隣家の装置の誤作動を引き起こさないため、エアコンやAV機器など広く使われている。
- 無線方式 - 電波が壁を通過してしまい隣室や隣家の装置の誤作動を引き起こしやすいため、用途は限られる。
- 有線方式 - 携帯音楽プレーヤーなどで使われている。
- 超音波方式- 誤作動が多いため普及しなかった。

家庭内の機器でリモートコントロール機能が搭載されることがあるのは次のようなものである。
- AV機器
  - テレビ受像機
  - HDDレコーダー、BDレコーダー
  - 携帯音楽プレーヤー
  - コンポーネントステレオ
  - ラジカセ
- カメラ
- エアコン、扇風機
- 照明器具
- ゲーム機（PS3、PS4、PS5、任天堂Wiiなど）
- 玩具
- ロボット掃除機
- 自動車（のドアのロックやエンジン始動など）

なお2014年以降はAmazon Echo（Amazon Alexa）やGoogle Nest（Google アシスタント）などのスマートスピーカーが販売されており、「アレクサ」や「OK、グーグル」などと呼びかけることでIoT対応の機器をリモートコントロールすることも可能になっており、インターネット経由でも作動し、たとえば数千キロメートル離れたところから自宅のIoT対応機器を操作することも可能である。またスマートフォンをIoT対応機器に指令を送る装置としても使える。

## 歴史

### 草創期

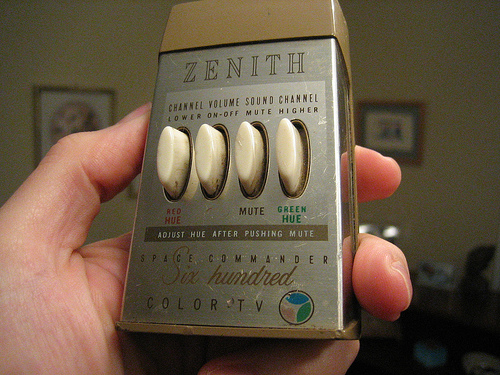
Zenith Space Commander 600

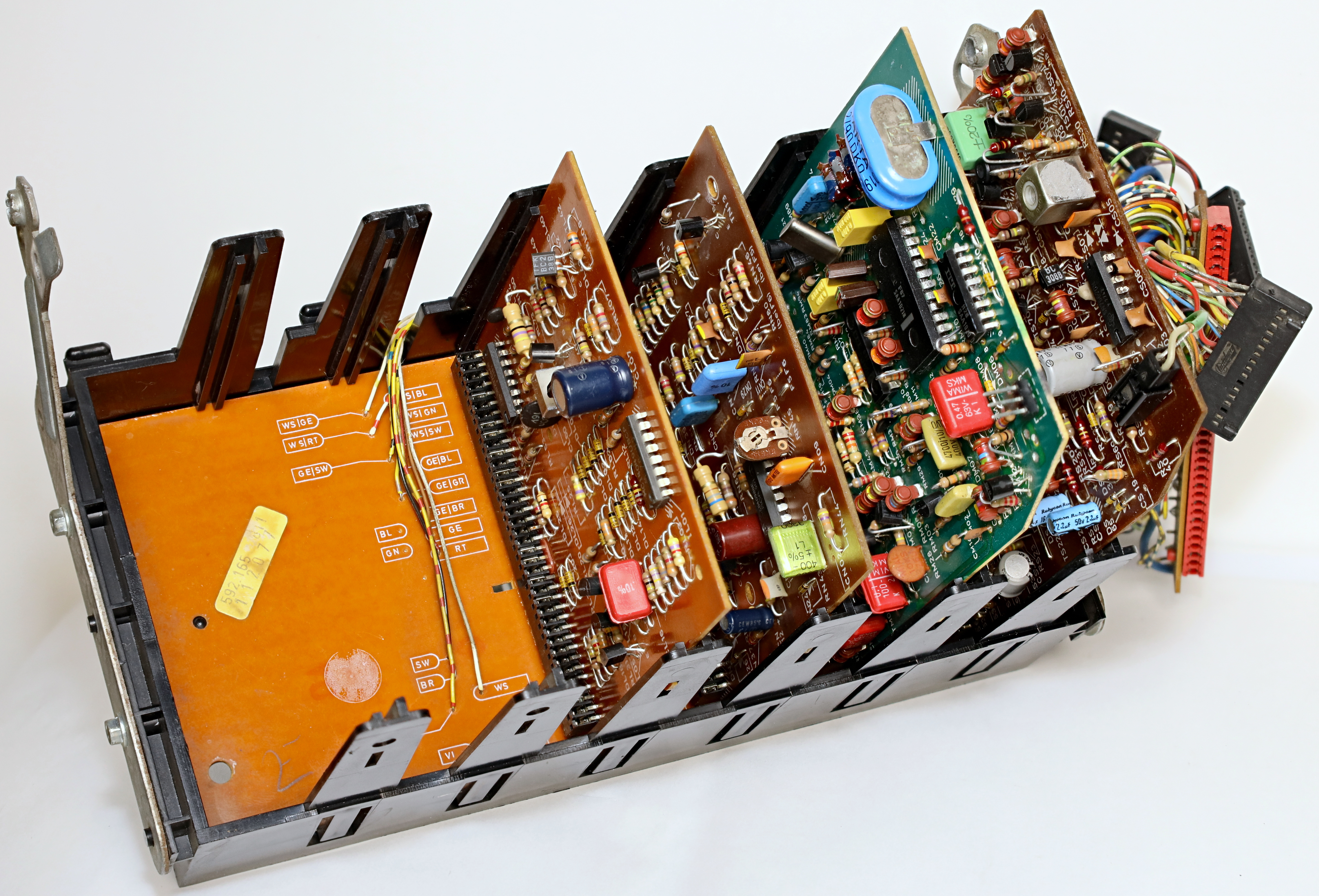
テレビの超音波リモコンの受信側の回路（Nordmende社のもの）

最も初期のリモコンは、有線で操作を行うものであった。1955年にアメリカ合衆国の音響機器メーカーであるゼニス・エレクトロニクス社のユージン・ポーリーによって世界初の無線リモコンである「フラッシュマティック」リモコンが発明されたが、可視光を使っていたため太陽光で誤動作する欠点を有していたので製品化には難があった。1956年には同じくゼニス社の研究開発部門にいたロバート・アドラーによって超音波方式のテレビ・リモコン「スペース・コマンド」が製品として開発され、これはゼニス社の看板商品ともなった。
→ゼニスエレクトロニクス#リモコンも参照。
日本での家庭用のリモコンとしては、まずは昭和30年代にテレビ用に有線式のものが実用化された。1971年には三洋電機が（アメリカのゼニスエレクトロニクス同様に超音波式で、だが随分と年月を経てから）超音波式リモコン（愛称「ズバコン」）付きのテレビを発売し。三洋のリモコンは、テレビ本体の回転式チャンネルと同様のインターフェースを有していた。当時のテレビのチャンネル切り替えは回転式つまみで切り替える方式だったので、リモコンもアップ・ダウンボタン（ダイレクト選局ではなかった）と音量調節用のボタンを備える程度の単純なものであった。
超音波式は身近な音（鍵のガシャという音）などに反応して誤作動を起こしやすかったので、1977年に赤外線式リモコンが開発された。これのインタフェースはボタン式であった。
1970年代末頃から普及し始め、現在ではこの方式が広く一般的に使われている。

### ビデオ装置のリモコンの登場

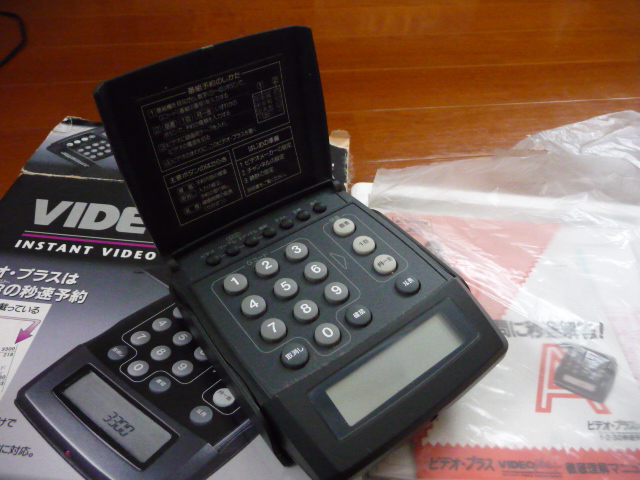
Gコード用リモコン ビデオ・プラス

1975年にソニーからベータマックスのビデオテープレコーダーが発売され、翌1976年に日本ビクターからVHSのものが発売され徐々に普及していった。ビデオテープレコーダーの録画予約操作は複雑であり、本体パネルの垂直面に配置されたボタンで行うことは困難であったため、番組表を見ながら手元で操作できるリモコンの必要性が高まった。
とりわけ、録画予約を簡易化することが各社の命題となり、1986年にナショナルがマックロードでバーコード予約を採用、1991年にナショナルがマックロードでボイス予約を採用した。他にもリモコンに液晶画面を搭載する試みもなされた。1990年代初め頃からはGコード式のリモコンがは各社に採用され、広く普及した。
1980年代初めには着脱式のリモコンもあった。テレビ等の操作部分を取り外すことでリモコンとして使用でき、本体に取り付ければそれ以前の製品と同じ感覚で使用できるものであった。

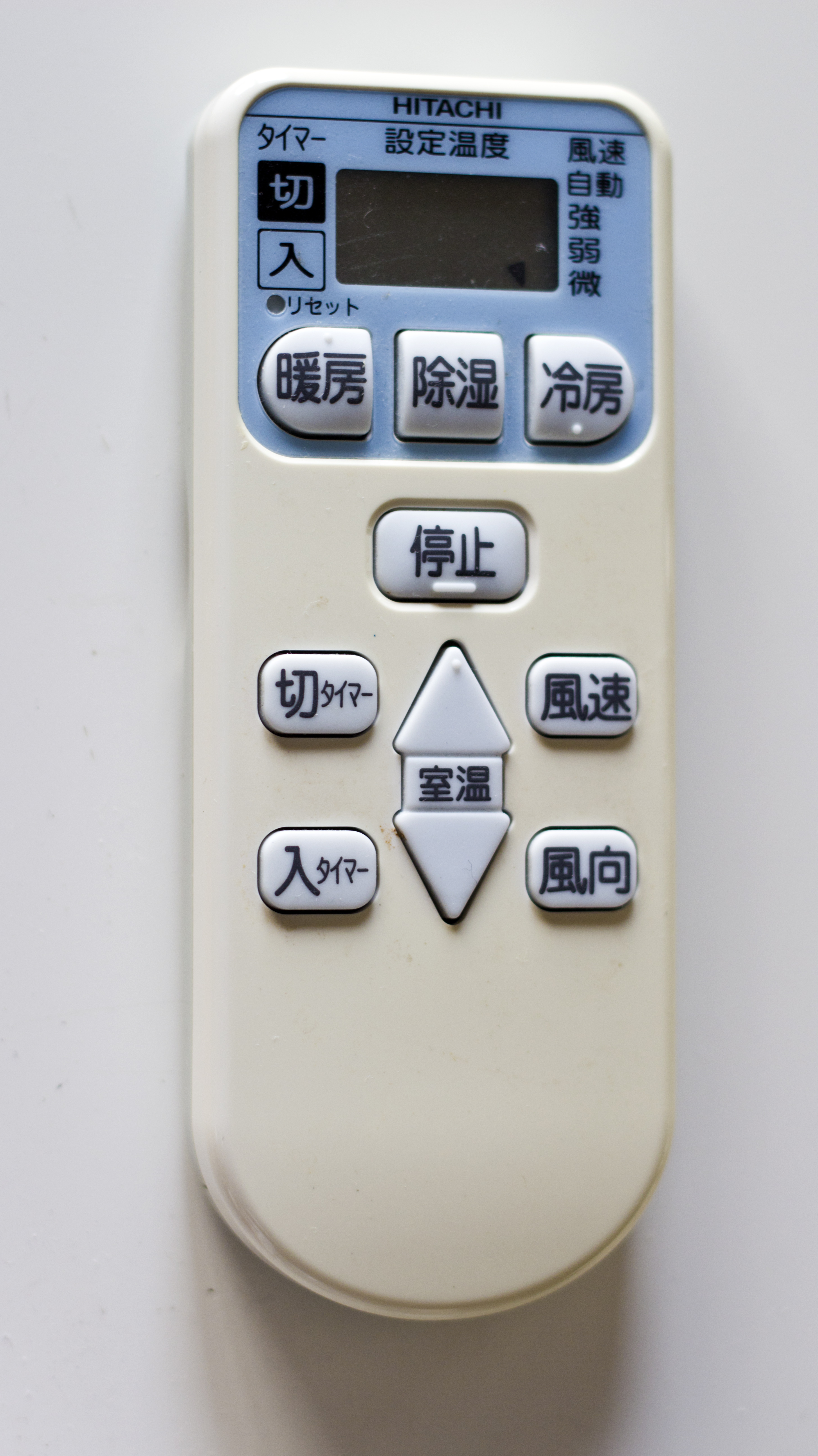
エアコンのリモコン

### 多様化・多機能化
現在では、テレビ放送の多様化やAV機器の多様化に伴い、リモコンには複数の機器の数多くの操作を行うことが求められている。このため、各社の種々の機能の操作信号をプリセットしたリモコンや学習リモコンが普及している。
また、赤外線通信機能を持つ携帯電話では、テレビなどのリモコン操作ができるものも存在する。携帯端末などの赤外線通信の規格IrDAに準拠した赤外線ポートを利用して、リモコンの信号をエミュレートできるソフトも存在する。
従来、操作する機器本体にそれ専用のリモコンが付属し、他の機器と通信することはなかったため、リモコンから送信される信号は特に互換性を考慮する必要はなく、また、機器本体の機能自体も異なるため、リモコンの各社の仕様はまちまちであった。プリセット・リモコンも、学習リモコンも、基本的にはメーカーごとに異なる個々の信号を記憶して操作を行うものである。
しかしながら、このようなリモコンでも、適切な機器を選択したり、操作を学習させる手間がかかる。また、テレビと録画機器の電源を入れ、再生するといった複数の機器の操作を連携して行うことは困難である。このため、CECのような機器制御信号と制御プロトコルの規格化も進んでいる。

## 赤外線リモコンの伝送原理とデータフォーマット

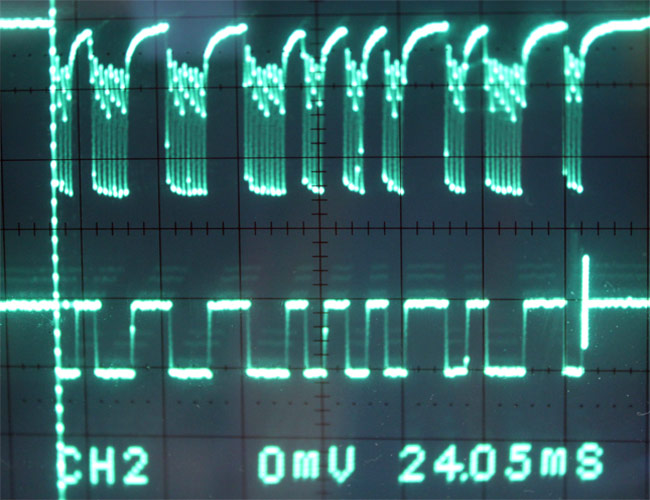
赤外線リモコンのコードをオシロスコープで表示したもの

### 伝送原理
赤外線リモコンは（データフォーマットごとに信号の構成こそ異なるが）、いずれも38～40kHzの搬送波出力のONとOFFを変調し、これを1または0のビットとして伝送する仕組みを用いている。物理的にはピーク値が950nm程度の赤外線を使用し、38 - 40kHz（約25μs）の明滅パルスを搬送波（キャリア）として、それをさらにミリ秒（1/1000秒）という周期で点滅し、この点滅する間隔や長さを変化させることで二進符号化を行っている点で共通している。いわゆる学習リモコンが、多種類のリモコンのシグナルに対応できるのは、このような基本部分でのフォーマットが共通しているからである。

指令を送る小型装置の先端の赤外線LEDの点滅。赤外線も写るカメラで撮影（肉眼では見えない）
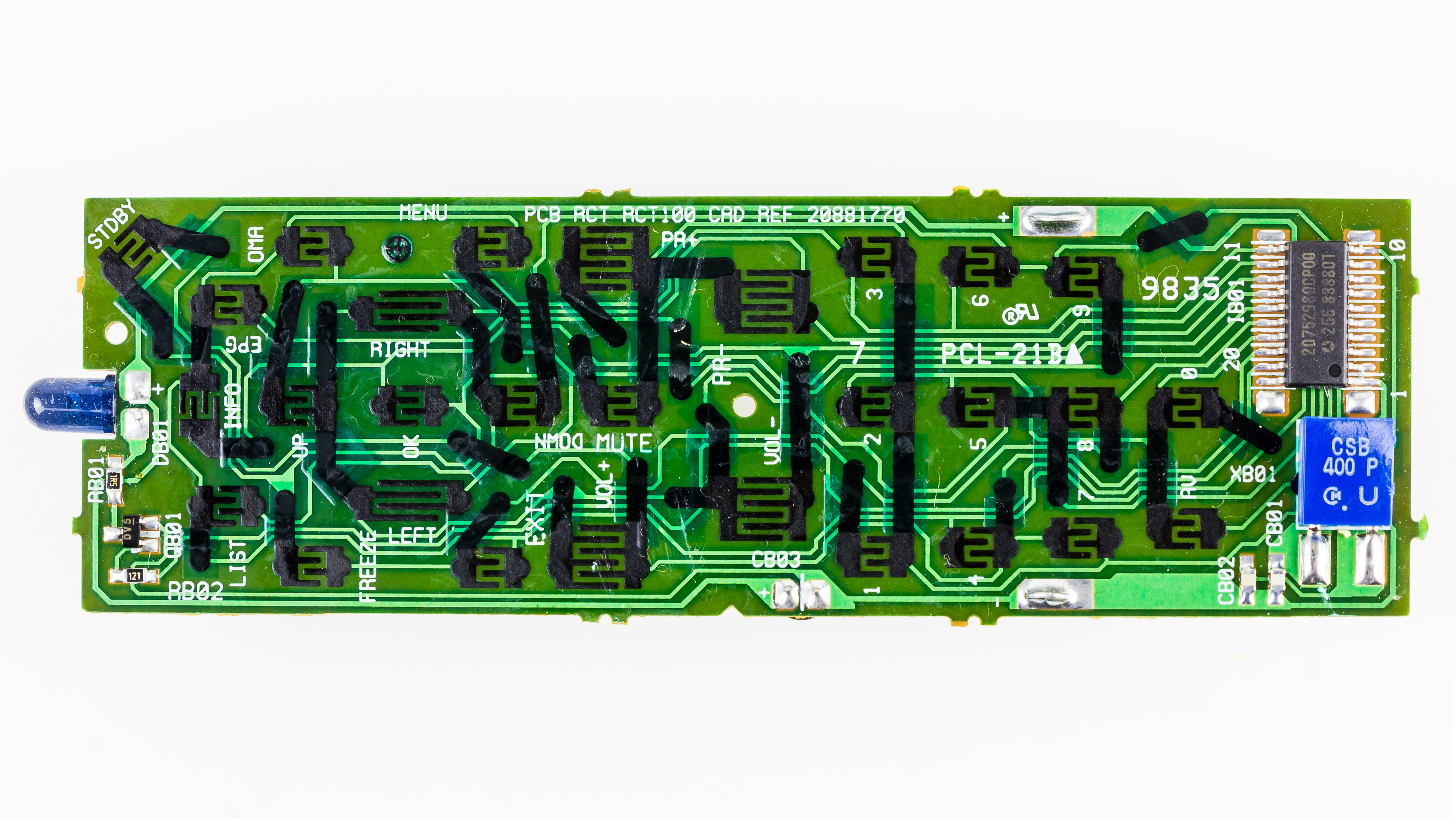
小型装置の内部の基板。先端に赤外線LED。

### データフォーマット
赤外線リモコンのデータフォーマット（信号の様式）は、コードと呼ばれる一連の符号になっており、その多くでは制御される側の機器を区別するカスタムコードないしデバイスコード（固有の識別子）と、各々の動作を指定するためのデータコード（例えばテレビなら「電源を入り切りする」や「チャンネルを切り替える」など）の組み合わせから成る。そしてリモコン側のボタンを操作すると、カスタムコードとデータコードが一連の信号となって発信されるよう設計されている。
赤外線リモコンのデータフォーマットに統一的な規格は存在しない。したがってメーカーごとにデータフォーマットの様式は異なる。ただし、実際には信号を制御する集積回路メーカーやリモコンそのものをOEM生産するメーカーが限られており、一定のデータフォーマットの集約がみられる。なお、データコード部には制御される側の機器メーカー（ベンダ）独自の拡張仕様をもつものもある。
代表的なデータフォーマットには次のようなものがある。
NECフォーマット
ソニー以外のほとんどの映像音響機器に使用されているデータフォーマット。送信データは16ビットのカスタムコードと、それら機器の動作を決める16ビットのデータコード（実際には8ビットのデータコードと、その反転コードの組み合わせ）から構成される。カスタムコードのベンダーへの割り当ては、ルネサスエレクトロニクスが管理している。
家製協フォーマット
生活家電機器に多く使用されているデータフォーマット。エアコン・照明器具・温水便座・一部メーカーの映像音響機器などである。送信データは制御側機器を区別する20ビットのカスタムコードと、任意長のデータコードから構成される。カスタムコードのベンダーへの割り当ては、財団法人家電製品協会が管理している。
SONYフォーマット
もっぱらソニー製品に使用されるデータフォーマット。7ビットのデータコードと、5から13ビットのデバイスコードにより構成されている。
日本国内では上記のフォーマットやベンダーコードが重複しないよう配慮され、信号内容の違いにより混信や誤動作を防いでいるが、日本製品以外の家電製品では、このフォーマットに配慮しないで製造されたものもある。このため、輸入された家電品が日本製の別の機器に付属するリモコンの信号で誤動作するものがあることが知られている。

### 具体例
たとえばソニーのテレビに使われている「Sony Control-S」プロトコルは7ビット方式になっていて、次のようなバイナリコード（2進数）が割り当てられている。
- ボタン 1 = 000 0000
- ボタン 2 = 000 0001
- ボタン 3 = 000 0010
- ボタン 4 = 000 0011
- チャンネル Up = 001 0001
- チャンネル Down = 001 0001
- 電源 On = 001 0101
- 電源 Off = 010 1111
- 音量 Up = 001 0010
- 音量 Down = 001 0011[9]

たとえば「音量 Up」のボタンを押した場合、「0010010」だけでなく、次のような4つの情報が送受信される。
- 開始命令
- 「音量 Up」に相当する「0010010」
- 操作対象の装置のアドレス（これを使って、テレビ受像機側は自分に向けた指令かそうでないかを識別する）
- 終了命令

## リモコン搭載機器のジャンル

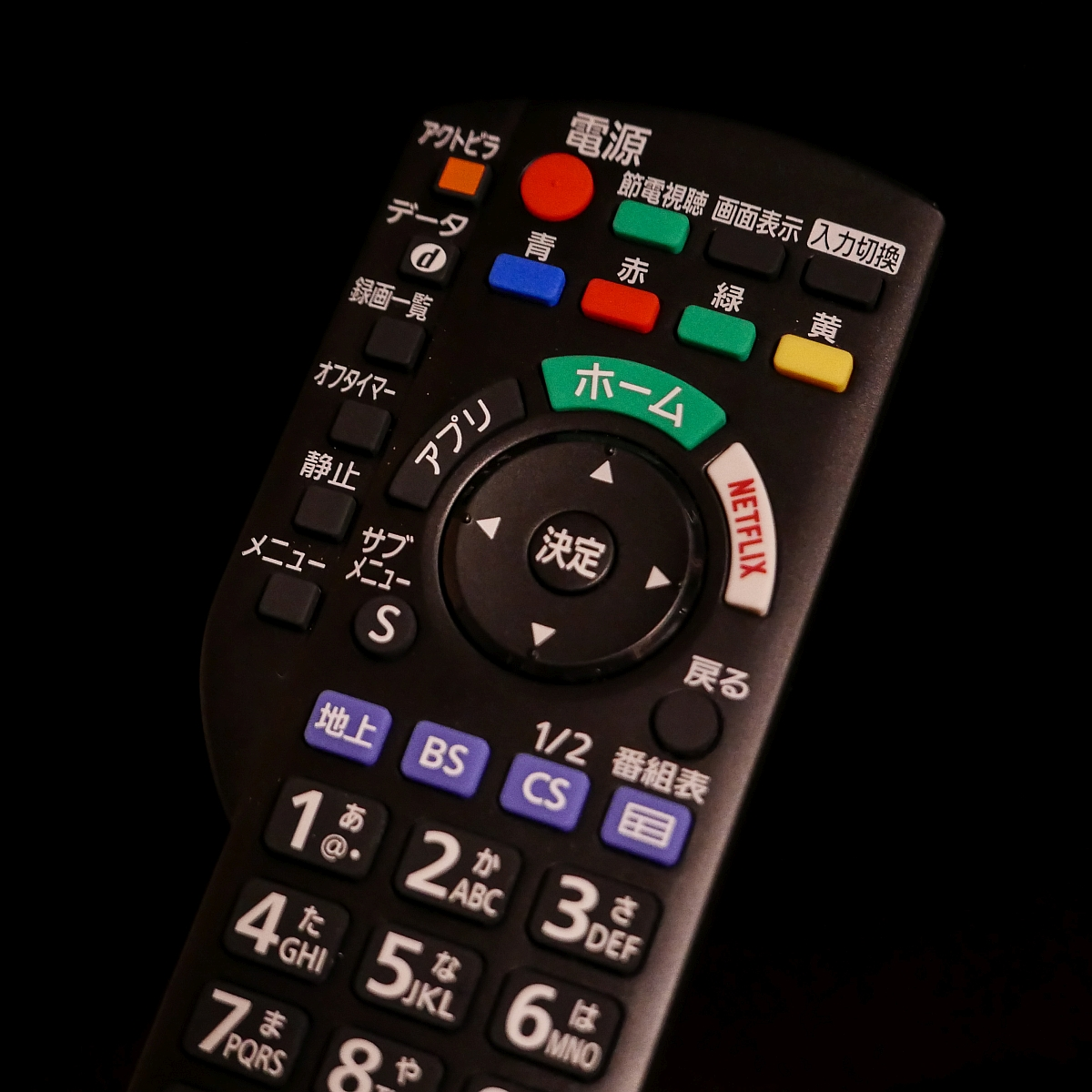
データ放送のコンテンツ選択時や双方向番組の視聴者投票などで用いる、4色のボタン

### AV機器
最近のテレビやレコーダーなどのAV機器はリモコンの使用が前提になっているが、これは遠隔操作の利便性のみならず、多機能化により本体での操作が困難になっている事が大きい。一般的に片手に持って操作しやすい大きさで板状の形をした筐体に、多くのボタンがついている。乾電池を必要とするのが普通である。
iPodや一部の携帯電話などの携帯音楽プレーヤーにもリモコンがあり有線式が多いのが特徴だった。無線式の場合Bluetoothを用いることが多い。リモコンによっては液晶画面が備えられており、再生中の曲名などが確認できるものもある。

### カメラ

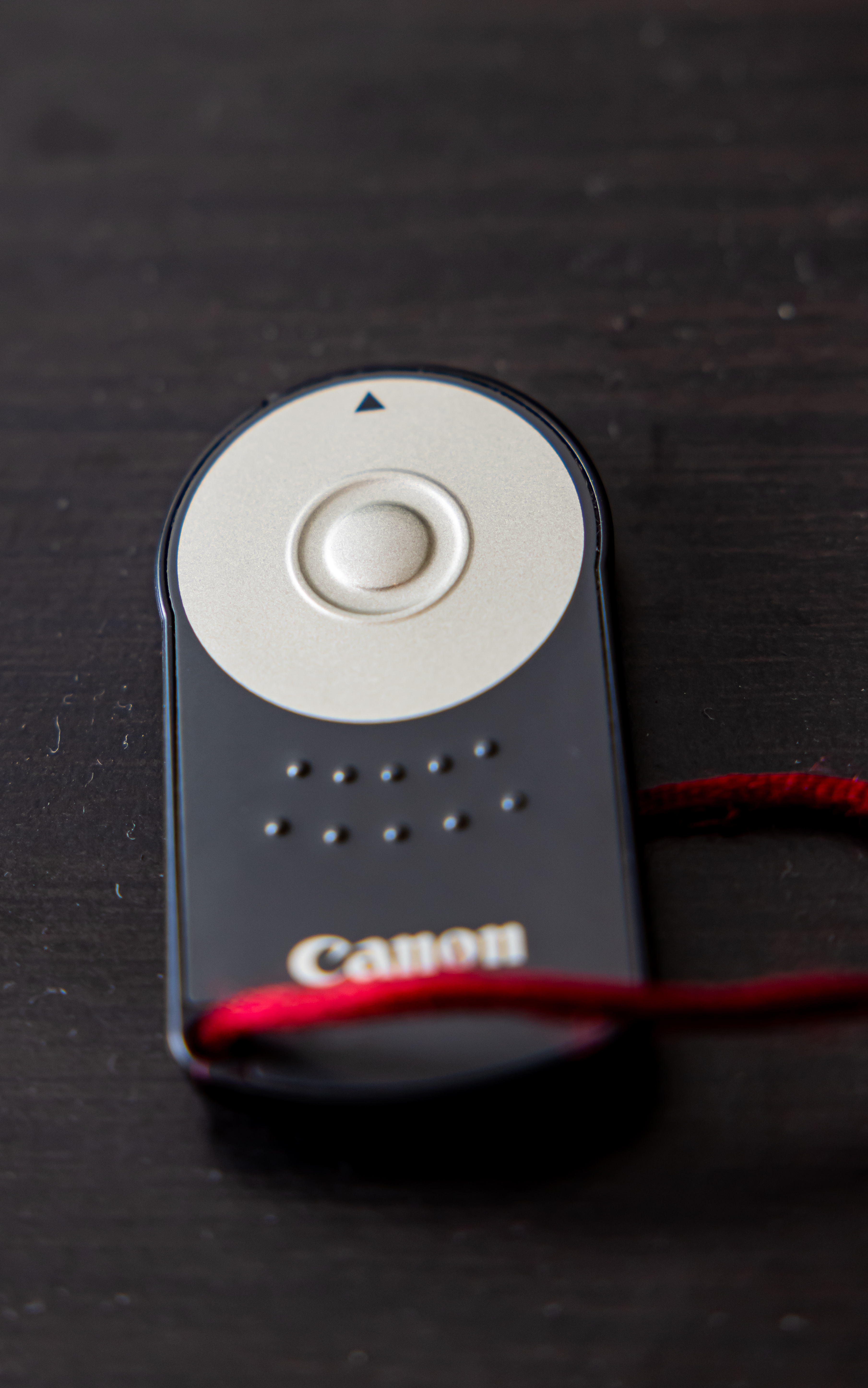
カメラ

カメラにおいては、撮影時の手ぶれや画角のズレを防ぐために、シャッターを遠隔操作することが古くから行われてきた。このための機械的な装置はオート・レリーズと呼ばれる。モータードライブやオートフォーカスが搭載されているカメラでは、電気的なスイッチやケーブルを採用したレリーズスイッチが多い。これらの装置では、バルブ撮影に便利なようにレリーズロック機能を搭載するものが多い。近年、ワイヤレスでシャッターの操作が可能な装置が一部のコンパクトカメラやAF一眼レフカメラに付属もしくはオプションで設定され、特にデジタルカメラにおいては、ワイヤレスでシャッター以外の操作も可能な装置が付属するものも多いが、このような装置はリモコンと呼ばれることが多い。これらのリモコンでは即時レリーズの他セルフタイマー（概ね2秒が多い）で撮影可能なものもある。

### エアコン
エアコンは部屋の天井付近に設置されることが多く、本体を直接操作することが困難なため、リモコンを備えるものが多い。冷暖房等の運転種別や温度設定も見やすいようにリモコン側に表示される。リモコンに温度センサーを備えて、利用者近辺の温度を感知するものもある。

### 照明器具
通常、照明器具のリモコンといえば無線リモコンを指す。機種によっては壁スイッチより細かい「豆球」や「明るさ」や壁スイッチの点消灯スイッチが「点灯」と「消灯」が別々のど細かい操作ができる。
壁スイッチも実態は有線式リモコンで、メーカー等では「遠隔操作機器」等の名称で製造販売されていることもあるが、家庭ではリモコンとは呼ばれない。通常のリモコンと違い動かすことができず、「部屋」を1つのシステムと考えれば、遠隔操作ではなく本体操作とも考えられる。

### ゲーム機

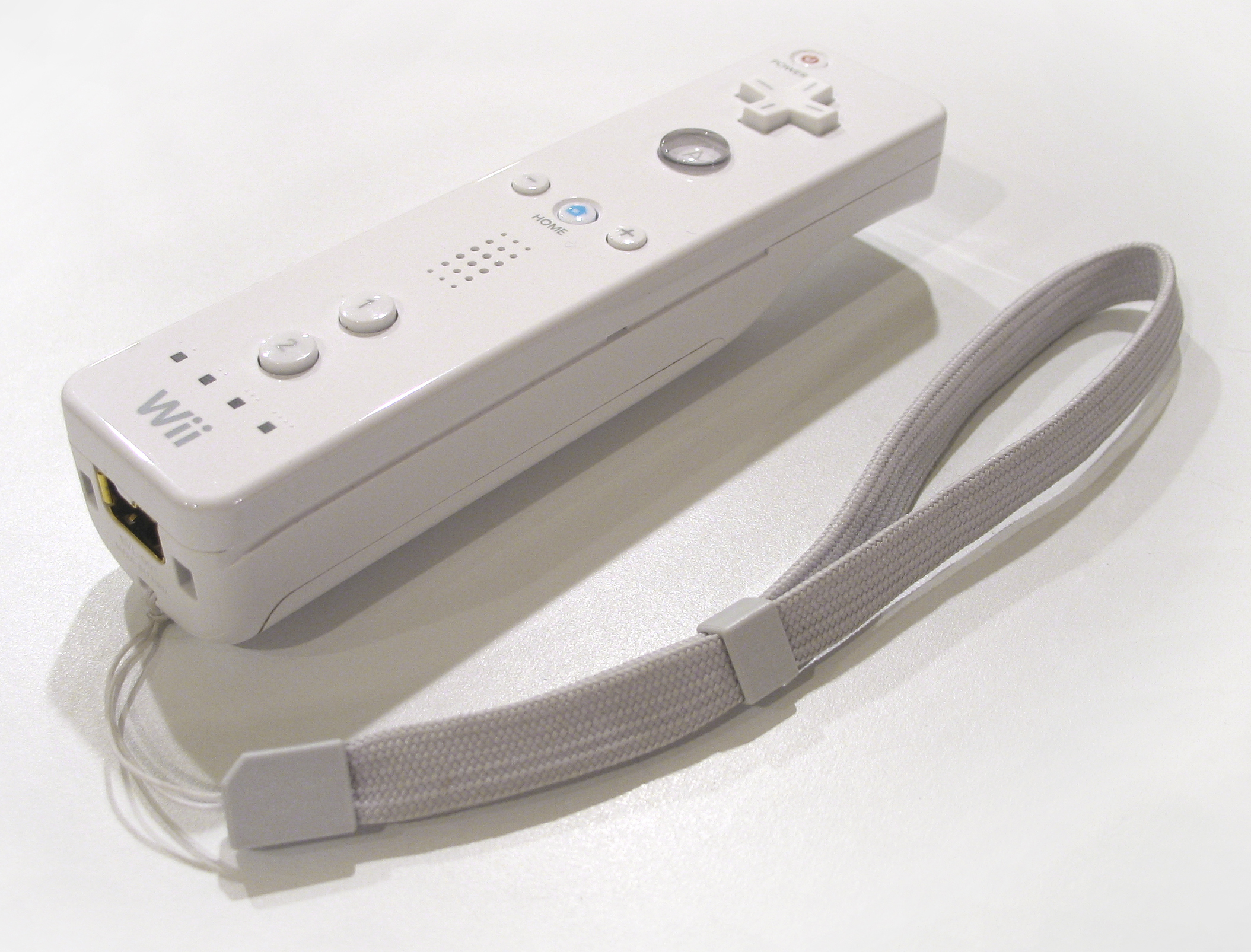
Wiiリモコン

ゲーム機の操作は携帯ゲーム機や業務用ゲーム機では本体に直接ついているスイッチで行うが、据え置き型の家庭用ゲーム機ではリモコン方式である（有線、無線、Bluetoothなど）。リモコン方式で指令を送る装置をゲームコントローラという。
無線のコントローラーは、ワイヤレスコントローラーと呼ばれることが多い。ソニーのPS3、PS4、PS5、任天堂のWii、MSのXbox 360などではワイヤレス・コントローラーが標準となっている。

### パソコン
一部のテレビパソコンやMacなど。

### 水まわり
風呂の給湯器（湯沸かし器）やトイレなどでもリモコン機能を搭載しているものがある。
リモコン給湯器は、自宅の外にいる時、帰宅する前に指令を出すことで風呂に湯が張られた状態にして帰宅したらすぐに入浴する、などということができるものがある。

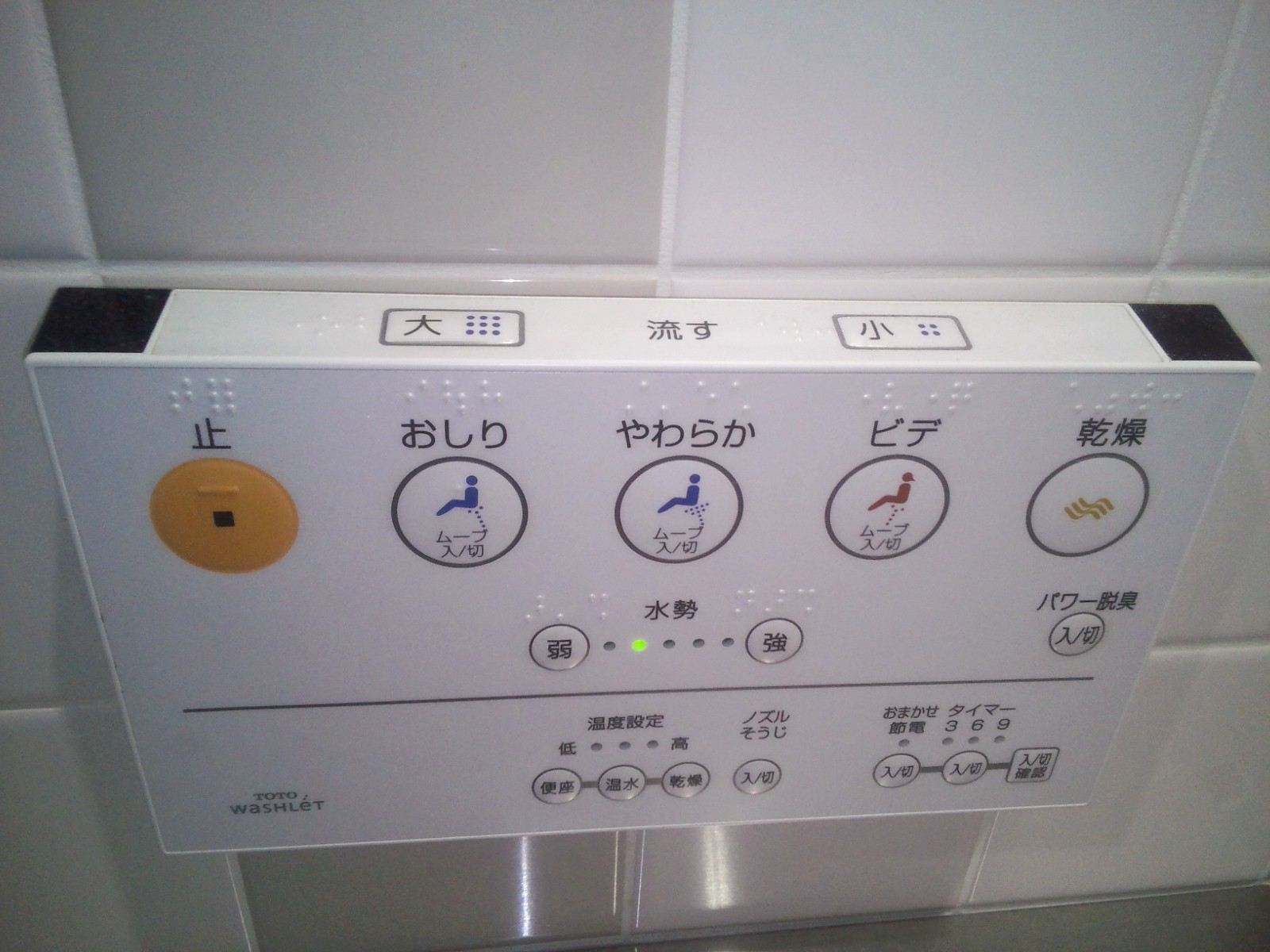
ウォシュレットのリモコン制御盤

ウォシュレット等、温水便座のスイッチを手元で操作を可能にした物や、温度や設定を表示する。便座の前に壁にかけて使えるようになっている。

### 自動車関連
- ドアロック - 自動車のドアロックの施解錠を遠隔操作で行う仕組みはキーレスエントリーと呼ばれる。そのリモコンは、キーと一体化していたり、キーホルダー型になっている場合が多い。また、学習リモコン等の汎用リモコンでの操作や誤作動を防止、やや遠距離からの施錠に対応するために、赤外線ではなく電波を用いたり、信号にIDを含める等の対策が取られていることが多い。作動時にハザードランプやルームランプが点滅する車が多い。トヨタ車では、作動時に受信部から電子音が鳴る、また、アメリカなどでは、作動時に車のクラクションや「ポッ、ポッ」といった独自のホーンが鳴る。
- 自動車用セキュリティ装置
- エンジンスターター
- 車庫 - 近年の電動式のガレージ扉の普及に伴い、開閉をリモート・コントロールできるものが増えている。開閉程度の簡単な操作のみを、自動車の車内から操作することが多いため、ガレージ扉のリモコンはボタン数の少ない小型のものが多い。

### 模型類
模型に電線を繋いでコントロールすることは「リモコン」（通称 : ヒモコン）と呼ぶ事が多い。タミヤ（TAMIYA）などから、電線を繋いで遠隔制御するための工作キット「楽しい工作シリーズ」が販売されている。

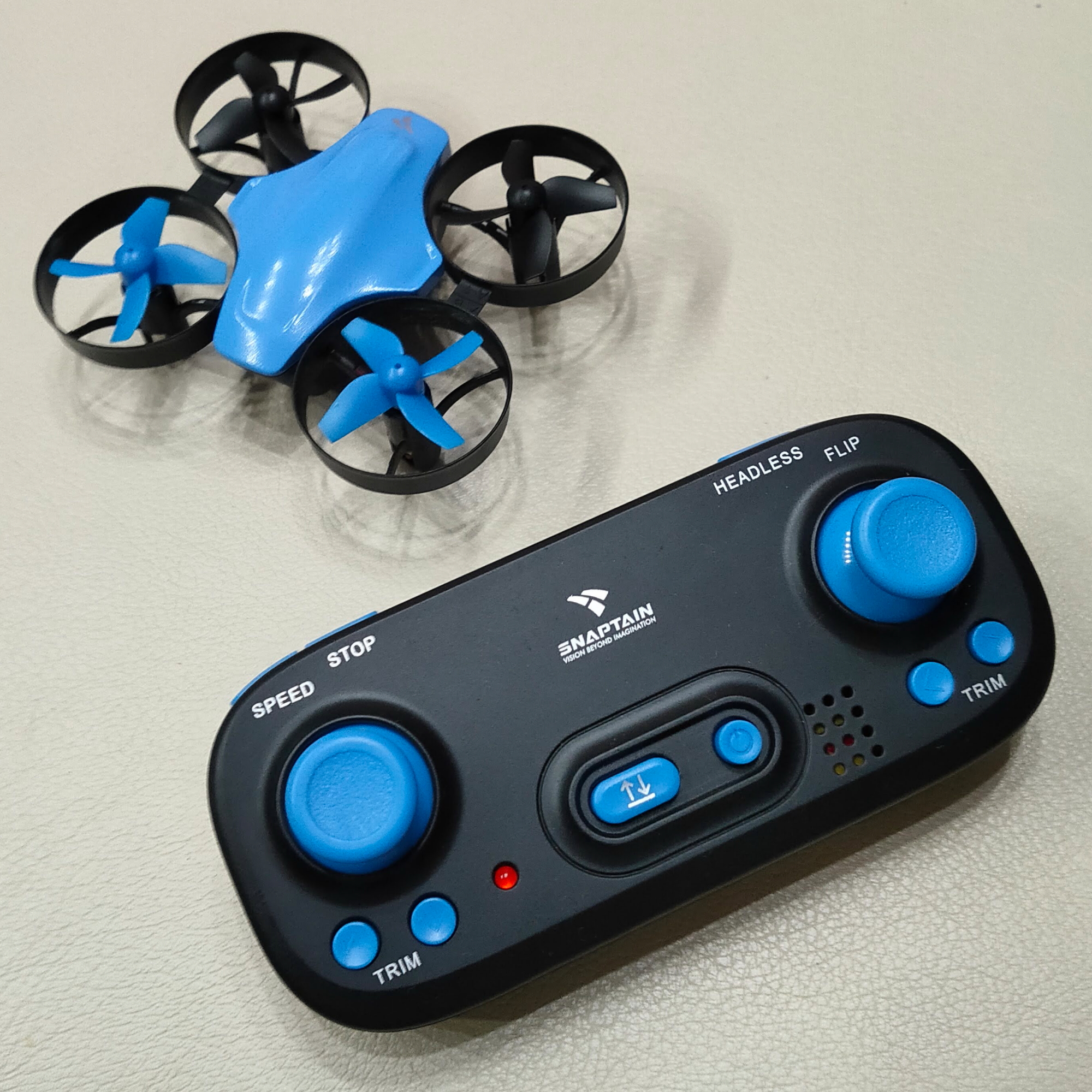
ドローンのプロポ（送信機）。これはプロポーショナル（propotional）方式の略で、スティックの操作角度に応じてサーボを比例制御できることに由来する。

模型の遠隔制御の中でも、電波によるリモコンの自動車模型、飛行機模型等は「ラジオコントロール」を略してラジコンと呼ばれる（ほとんど一般名詞化しているが、増田屋コーポレーションの商標で登録（第482788号）もされている）。

## リモコン搭載装置の主なメーカー
テレビ・オーディオ・エアコン・照明など
・SHARP(シャープ)
・Panasonic(パナソニック)
・TOSHIBA(東芝)
・HITACHI(日立)
・SONY(ソニー)
・ELECOM(エレコム)
・MITSUBISHI ELECTRIC(三菱電機)
・オーム電気
・LGエレクトロニクス
・ELPA(エルパ)
・MASPRO(マスプロ)
・Pioneer(パイオニア)
・FUNAI(フナイ)
・Victor(ビクター)
・National(ナショナル)
・beaver(ビーバー)
・IRISOHYAMA(アイリスオーヤマ)
・IO・DATA(アイオーデータ)
・KENWOOD(ケンウッド)
・オーディオテクニカaudio-technical
・yazawa(ヤザワ)
・miyoshi(ミヨシ)
・JVC(ジェーブイシー)
・maxell(マクセル)